# Modest Ruciński
Modest Ruciński (ur. 24 marca 1979 w Stalowej Woli) – polski aktor teatralny, filmowy i dubbingowy. Absolwent Wydziału Aktorskiego Akademii Teatralnej w Warszawie (2004).

## Życiorys
Debiutował w 2003 w nowej wersji spektaklu muzycznego Andrzeja Strzeleckiego Złe zachowanie. Od ukończenia studiów do roku 2013 w zespole Teatru Narodowego w Warszawie, gdzie zagrał w przedstawieniach m.in.: Ryszard II w reżyserii Andrzeja Seweryna, Happy End w reżyserii Tadeusza Bradeckiego, Wiele hałasu o nic w reżyserii Macieja Prusa, Tartuffe i Lorenzaccio w reżyserii Jacques’a Lasalle’a, oraz w roli Konstantina Trieplewa w Mewie w reżyserii Agnieszki Glińskiej. Od 2013 aktor Teatru Studio w Warszawie.
Wystąpił również w musicalu Taniec wampirów w reżyserii Romana Polańskiego w Teatrze Roma, gdzie zagrał w roli Herberta. W Teatrze „Polonia” występował w spektaklu Bagdad Cafe w reżyserii Krystyny Jandy. W Teatrze Muzycznym Capitol we Wrocławiu zagrał rolę Dyrektora ZOO w spektaklu Liżę twoje serce w reżyserii Agnieszki Glińskiej. W dubbingu znany jako Rick Sanchez z serialu Netflixa "Rick & Morty". Popularność przyniosła mu rola właściciela psa w filmie Trzy minuty. 21:37.
16 lutego 2013 uhonorowany przez swoje rodzinne miasto tytułem Ambasadora Stalowej Woli.
Jesienią 2025 będzie brał udział w 22. edycji programu Twoja twarz brzmi znajomo.

## Życie prywatne
Żonaty z Martą, z którą ma dwójkę dzieci – syna Tymona i córkę Biankę.

## Filmografia

### Aktor
- 2023: Informacja zwrotna – młody śledczy
- 2022: Erynie – profesor Mieczysław Stefanus
- 2022: Niebezpieczni dżentelmeni – Artur Rubinstein
- 2020: Miasto Długów – Aleksander Szewczyk ps. „Buźka”
- 2020: Motyw – Damian Czajka
- 2019: Legiony – Tadeusz Kasprzycki
- 2018: Pod powierzchnią – ojciec "Bola"
- 2018: Barwy szczęścia – Kowaluk, dowódca Bożeny Wiśniewskiej pracującej w ABW
- 2016: Druga szansa – reżyser
- 2016: Strażacy – policjant Igor, szwagier Radka
- 2016: Na dobre i na złe – Rafał (odc. 636)
- 2015: Skazane – Norbert Małecki
- 2015: Ziarno prawdy – Roman Myszyński
- 2014–2016: Przyjaciółki – fryzjer „Sebo”
- 2012–2013: Lekarze – Marek Nowak
- 2012: Prawo Agaty – adwokat Biernackiego (odc. 24)
- 2012: Ja to mam szczęście! – komornik
- 2011: Szpilki na Giewoncie – inwestor
- 2010: Ratownicy – Kurator
- 2010: Hotel 52 – Jacek
- 2010: Apetyt na życie  – Darek Rosa
- 2009: Czas honoru – Garstecki (odc. 20); uczestnik akcji (odc. 26)
- 2009: Trzy minuty. 21:37 – właściciel psa
- 2009: Ranczo – Łukasz Barański (odc. 45)
- 2008: Ego – Karol
- 2008: Teraz albo nigdy! – urzędnik (odc. 6)
- 2008: Twarzą w twarz – Agent kontr-wywiadu wojskowego
- 2007: Kryminalni – Olaf Gawin, ojciec Dorotki (odc. 86)
- 2006: Kto nigdy nie żył… – Nowicjusz
- 2006: Magda M. – uczestnik kursu (odc. 33)
- 2004–2006: Taniec wampirów – Herbert (druga obsada)
- 2005–2007: Egzamin z życia – Krzysiek
- 2004–2006: Pensjonat pod Różą – Marek Kaziński, chłopak Julii (odc. 2)
- 2003: Na Wspólnej – Janusz Kraśko
- 2002: Himilsbach – Prawdy, bujdy, czarne dziury – Żołnierz 2
- 1999: Na dobre i na złe – Filip Różański, syn Jerzego

### Polski dubbing
- 2024: Władca Pierścieni: Wojna Rohirrimów – Fréaláf Hildeson[4]
- 2024: Beastars – Louis[5]
- 2023: Dragon Ball Z Kai – Zarbon[6]
- 2020: Luke podróżnik w czasie – Indiana (odc. 2-35, 44-52)
- 2019: Chłopaki z Baraków: Serial Animowany – Ricky LaFleur
- 2018: Mirai – ojciec
- 2016: Rick i Morty – Rick Sanchez
- 2015-2019: Lwia Straż - Nuka (odc. 23)
- 2011: Wiedźmin 2: Zabójcy królów –
  - Bras z Ban Ard,
  - Cedric,
  - Norman Sador
- 2010: Zakochany wilczek – Garth
- 2010: Super Hero Squad – Kapitan Ameryka
- 2010: Hero 108 – Kapitan Małpicki
- 2010: Percy Jackson i bogowie olimpijscy: Złodziej pioruna – Luke
- 2009: Noc w muzeum 2 − Ahkmenrah
- 2009: Najlepszy kontakt
- 2008: Supa Strikas: Piłkarskie rozgrywki – Luźny Joe
- 2008: Wyspa totalnej porażki – Trent; śpiew piosenki
- 2008: Horton słyszy Ktosia
- 2007: Wskakuj! – Rodney Tyler / Narrator
- 2007: Chop Socky Chooks: Kung Fu Kurczaki – KO Joe / JJ; śpiew piosenki
- 2007: Szpiegowska rodzinka – Aron (odc. 2)
- 2007: Skunks Fu – Królik, śpiew piosenki
- 2006: Yin Yang Yo! –
  - Uczestnik programu telewizyjnego (odc. 40),
  - Krwawy Jeff (odc. 41),
  - CHAD 3000 (odc. 44)
- 2006: Galactik Football – Harris
- 2006: Rozgadana farma
- 2006: Świat małej księżniczki
- 2006: Storm Hawks – Bocian
- 2006: Ruby Gloom – Franio
- 2006–2008: Team Galaxy – kosmiczne przygody galaktycznej drużyny – Kraig (odc. 2)
- 2006–2007: H2O – wystarczy kropla – Zane Bennett (odc. 1-44)
- 2006: Noc w muzeum – Ahkmenrah
- 2005–2008: Ben 10 –
  - Spiker (odc. 34),
  - Cash (odc. 36),
  - Strażnik wody (odc. 42),
  - Joel (odc. 43)
- 2005: A.T.O.M. Alpha Teens On Machines –
  - Arrow Triger (odc. 36),
  - ochroniarz w centrum handlowym (odc. 37),
  - jeden z braci Lioness (odc. 40),
  - pan Wong (odc. 50)
- 2005: B-Daman – Sly
- 2005: Jan Paweł II: Nie lękajcie się – Ali Ağca
- 2005: Fantastyczna Czwórka –
  - Leonard,
  - Lekarz Victora
- 2005: Roboty
- 2004: 6 w pracy – Wyatt
- 2004: Dom dla Zmyślonych Przyjaciół pani Foster –
  - Mały Lincoln (odc. 49. Komplikacje z wyzwoleniem),
  - Larry (odc. 52. Poszukiwany Chudy, cz. 2)
- 2002–2007: Naruto –
  - Orochimaru,
  - Misumi Tsurugi,
  - Hiashi Hyūga (seria III),
  - Izumo Kamizuki (odc. 98)
- 2002: Mistrzowie kaijudo – Toru
- 2001–2007: Mroczne przygody Billy’ego i Mandy – Hoss Delgado (odc. Billy dostaje szóstkę)
- 2000: Pełzaki w Paryżu – Stu
- 1999: SpongeBob Kanciastoporty
- 1996–1998: Kacper
- 1991-2004: Pełzaki – Stu
- 1990: Muminki – Włóczykij
- 1988-1994: Garfield i przyjaciele – Wade
- 1988–1993: Hrabia Kaczula –
  - Dziadek Hrabia Kaczula,
  - Upiór z opery